# NX沖縄イーテクノロジー
NX沖縄イーテクノロジー株式会社（エヌエックスおきなわイーテクノロジー）は、沖縄県名護市に本社を置く会社である。NXグループに属し、自動車の輸出手続きと輸出データの管理、引越や内航船の受付業務などを行う。
日本通運の単独株式移転による持株会社制への移行並びにグループブランド「NX」の導入に伴い、2022年1月4日付で名護イーテクノロジー株式会社（なごイーテクノロジー）から社名変更された。

## 沿革
- 2002年（平成14年）9月 ‐ 会社設立。
- 2003年（平成15年）7月 ‐ バックオフィス業務開始。
- 2005年（平成17年）1月 ‐ カスタマーサポート業務開始。
- 2009年（平成21年）9月 ‐ トナー回収コールセンター業務を、東京航空支店にて開始。
- 2022年（令和4年）1月 ‐ NX沖縄イーテクノロジー株式会社に商号変更。

## 事業内容
- カスタマーサポート業務
  - システムヘルプデスク業務
  - 内航船オーダー受付業務
  - 引越受付業務
- バックオフィス業務
  - NVO関連業務
  - 経理代行事務
  - 国際輸送手続業務
  - 自動車輸出データ入力業務
  - 搬出予約・空コンテナピックアップオーダー業務